# Ragnar Stare
Ragnar Stare (n. 24 noiembrie 1884, Västerhejde socken⁠(d), Gotland södra hundred⁠(d), Suedia – d. 30 iunie 1964, Stockholm, Suedia) a fost un trăgător de tir ce a reprezentat Suedia, medaliat olimpic. A participat la o ediție a Jocurilor Olimpice (1920) în care a câștigat o medalie de argint.

## Participări
Lista de mai jos prezintă principalele competiții la care a participat Ragnar Stare de-a lungul carierei.
- shooting at the 1920 Summer Olympics – men's 50 metre team small-bore rifle[*]